# Caroline Franziska Sattler
Caroline Franziska Sattler (* 15. April 1799 in Erlangen; † 25. März 1863 in Dresden) war eine deutsche Porträt- und Miniaturmalerin und Lithografin.

## Leben
Zwischen 1820 und 1827 war Sattler in Paris und studierte ab 1823 Miniaturmalerei bei Jean-Baptiste Isabey und Jean-Baptiste Augustin, sowie Ölmalerei bei Robert Lefèvre. Sie kopierte im Louvre und beschickte 1823 die Münchener Akademie-Ausstellung mit acht in Paris entstandenen Miniaturen. Ab 1827 war sie dauerhaft in Dresden, bis zu ihrem Tod war sie vor allem als Bildnisminiaturmalerin, aber auch als Lithographin, u. a. für den Sächsischen Hof, tätig.
1829 heiratete sie den Übersetzer im Kadettenkorps, Alexander Ferdinand Tridon († 1859 in Greiz), mit dem sie neben einer Tochter den Sohn Victor hatte, der als Ingenieur in Konstantinopel arbeitete.

## Werke
- Bildnis einer Dame in schwarzem Samtkleid mit Halskrause und rotem Schal, 1821, Elfenbein, oval, 9:7 cm, Verbleib unbekannt (Kat. Wien 1924, Nr. 766)
- Christuskopf nach Guido Reni, Verbleib unbekannt (Schmidt-Liebich 2005, S. 478)
- Heilige Cäcilie nach Domenichino, Verbleib unbekannt (ebd.)
- Bildnis der Caroline Ferdinande Louise Herzogin von Berry nach Robert Lefèvre, Verbleib unbekannt (ebd.)
- Kopf nach Jean-Baptiste Greuze, Ver- bleib unbekannt (ebd.)
- Die Venezianerin nach Tizian, Verbleib unbekannt (ebd.).